# Assyrischer Spitzhelm
Ein Assyrischer Spitzhelm ist eine Schutzwaffe aus Assyrien.

## Literatur

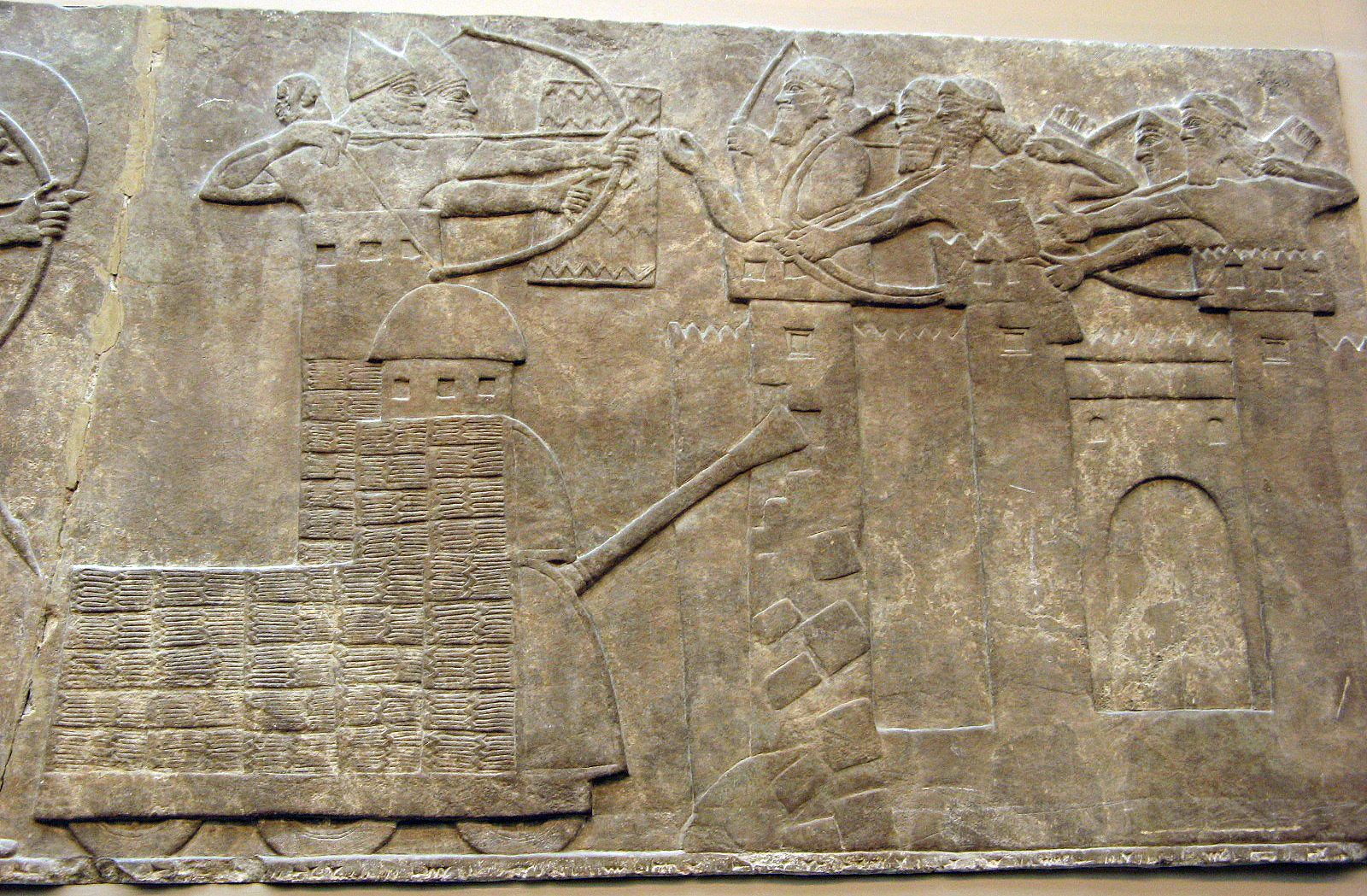
Assyrischer Angriff mit Bogenschützen und ein Rammbock auf eine Festung; Nordwesten-Palast aus Nimrud; 865–860 v. Chr. Relief aus dem British Museum

## Beschreibung
Ein Assyrischer Spitzhelm besteht in der Regel aus Bronze. Er hat eine konische Form, die zu einer Spitze ausläuft. An den Rändern sind sechs Löcher angebracht, die zur Befestigung von Wangenklappen oder Kinnriemen dienten. Manche Versionen sind auf der Vorderseite mit Mustern und Symbolen verziert. Es gibt Helme dieses Typs, an denen die Wangenklappen mit Scharnieren befestigt sind.